# Lluita als Jocs Olímpics d'estiu de 1912 - lluita grecoromana masculina pes lleuger
La prova del pes lleuger de lluita grecoromana fou una de les cinc de lluita grecoromana que es disputaren als Jocs Olímpics d'Estocolm de 1912. Com la resta de proves de lluita sols hi podien participar homes. Hi van prendre part 48 participants, en representació de 13 països. La competició es va disputar del 6 al 15 de juliol de 1912.
La competició emprà un sistema de doble eliminació. En lloc d'emprar el sistema habitual d'eliminació en quadres a cada lluitador se li assigna un número. Cada lluitador s'enfronta contra el lluitador amb el següent número, amb la condició que no s'hi hagi enfrontat abans i que no sigui de la mateixa nacionalitat, excepte si això és necessari per evitar que algú lliuri. Quan un lluitador té dues derrotes queda eliminat, i quan sols en queden tres, els medallistes, es passa a una última ronda especial per determinar l'ordre de les medalles.

## Medallistes
| Or              | Plata                  | Bronze                 |
| Emil Väre (FIN) | Gustaf Malmström (SWE) | Edvin Mattiasson (SWE) |

## Resultats

### Primera ronda
48 lluitadors comencen la competició.
| Perduts | Vencedor                 | Perdedor                   | Derrotes |
| ------- | ------------------------ | -------------------------- | -------- |
| 0       | József Sándor (HON)      | Karl Johnson (SWE)         | 1        |
| 0       | Johan Nilsson (SWE)      | Ludwig Sauerhöfer (GER)    | 1        |
| 0       | Herbrand Lofthus (NOR)   | Raymond Cabal (FRA)        | 1        |
| 0       | Edvin Mattiasson (SWE)   | Andreas Dumrauf (GER)      | 1        |
| 0       | Volmar Wikström (FIN)    | Eugène Lesieur (FRA)       | 1        |
| 0       | Dezső Orosz (HON)        | Richard Rydström (SWE)     | 1        |
| 0       | Paul Tirkkonen (FIN)     | Josef Stejskal (AUT)       | 1        |
| 0       | Gustaf Malmström (SWE)   | Johan Urvikko (FIN)        | 1        |
| 0       | Ernő Márkus (HON)        | Arthur Gould (GBR)         | 1        |
| 0       | Frederik Hansen (DEN)    | Árpád Szántó (HON)         | 1        |
| 0       | Viktor Fischer (AUT)     | Thorbjørn Frydenlund (NOR) | 1        |
| 0       | Armas Laitinen (FIN)     | Gottfrid Svensson (SWE)    | 1        |
| 0       | Bror Flygare (SWE)       | Karel Halík (BOH)          | 1        |
| 0       | Ödön Radvány (HON)       | August Kippasto (RUS)      | 1        |
| 0       | Jan Balej (BOH)          | William Ruff (GBR)         | 1        |
| 0       | Richard Frydenlund (NOR) | William Lupton (GBR)       | 1        |
| 0       | Johan Salonen (FIN)      | Jean Bouffechoux (FRA)     | 1        |
| 0       | Emil Väre (FIN)          | Georg Baumann (RUS)        | 1        |
| 0       | Oskar Kaplur (RUS)       | William Hayes (GBR)        | 1        |
| 0       | Alessandro Covre (ITA)   | Tuomas Pukkila (FIN)       | 1        |
| 0       | David Kolehmainen (FIN)  | Thorvald Olsen (NOR)       | 1        |
| 0       | Aatami Tanttu (FIN)      | Johannes Eillebrecht (NED) | 1        |
| 0       | Hugo Björklund (SWE)     | Robert Phelps (GBR)        | 1        |
| 0       | Carl Lund (SWE)          | Bruno Heckel (GER)         | 1        |

### Segona ronda
Arthur Gould i Árpád Szántó abandonen després de la seva primera derrota. 46 lluitadors prenen part en la segona ronda, 24 sense derrotes i 22 amb una derrota.
16 lluitadors foren eliminats. 6 lluitadors van sobreviure a l'eliminació (5 perquè eliminaren al seu rival, i 1 perquè guanyà contra un rival imbatut). 7 lluitadors van perdre el seu primer combat, mentre 17 van continuar imbatuts.
| Perduts | Vencedor                 | Perdedor                    | Derrotes |
| ------- | ------------------------ | --------------------------- | -------- |
| 0       | Johan Nilsson (SWE)      | József Sándor (HON)         | 1        |
| 1       | Ludwig Saeurhöfer (GER)  | Martin Jonsson (SWE)        | 2        |
| 0       | Edvin Mattiasson (SWE)   | Raymond Cabal (FRA)         | 2        |
| 0       | Herbrand Lofthus (NOR)   | Andreas Dumrauf (GER)       | 2        |
| 0       | Dezső Orosz (HON)        | Eugène Lesieur (FRA)        | 2        |
| 0       | Volmar Wikström (FIN)    | Richard Rydström (SWE)      | 2        |
| 1       | Johan Urvikko (FIN)      | Josef Stejskal (AUT)        | 2        |
| 0       | Gustaf Malmström (SWE)   | Paul Tirkkonen (FIN)        | 1        |
| 0       | Frederik Hansen (DEN)    | Ernő Márkus (HON)           | 1        |
| 0       | Otto Laitinen (FIN)      | Viktor Fischer (AUT)        | 1        |
| 1       | Gottfrid Svensson (SWE)  | Thorbjørn Frydenlund (NOR)  | 2        |
| 1       | Karel Halík (BOH)        | August Kippasto (RUS)       | 2        |
| 0       | Ödön Radvány (HON)       | Bror Flygare (SWE)          | 1        |
| 0       | Jan Balej (BOH)          | William Lupton (GBR)        | 2        |
| 0       | Richard Frydenlund (NOR) | William Ruff (GBR)          | 2        |
| 0       | Johan Salonen (FIN)      | Georg Baumann (RUS)         | 2        |
| 0       | Emil Väre (FIN)          | Jean Bouffechoux (FRA)      | 2        |
| 0       | Oskar Kaplur (RUS)       | Alessandro Covre (ITA)      | 1        |
| 1       | Tuomas Pukkila (FIN)     | William Hayes (GBR)         | 2        |
| 0       | Aatami Tanttu (FIN)      | Thorvald Olsen (NOR)        | 2        |
| 0       | David Kolehmainen (FIN)  | Johannes Eillenbrecht (NED) | 2        |
| 0       | Carl Lund (SWE)          | Robert Phelps (GBR)         | 2        |
| 1       | Bruno Heckel (GER)       | Hugo Björklund (SWE)        | 1        |

### Tercera ronda
Paul Tirkkonen i Bror Flygare abandonen després de la seva primera derrota. 28 lluitadors prenen part en la tercera ronda, 17 que no han perdut cap combat i 11 amb un de perdut.
6 lluitadors foren eliminats. 5 van sobreviure a l'eliminació (2 eliminant a un rival i 3 per infringir la primera derrota a un rival). 8 van perdre el seu primer combat, mentre 9 van continuar imbatuts.
| Perduts | Vencedor                | Perdedor                 | Derrotes |
| ------- | ----------------------- | ------------------------ | -------- |
| 1       | Ludwig Saeurhöfer (GER) | József Sándor (HON)      | 2        |
| 0       | Johan Nilsson (SWE)     | Herbrand Lofthus (NOR)   | 1        |
| 0       | Volmar Wikström (FIN)   | Edvin Mattiasson (SWE)   | 1        |
| 1       | Johan Urvikko (FIN)     | Dezső Orosz (HON)        | 1        |
| 0       | Gustaf Malmström (SWE)  | Ernő Márkus (HON)        | 2        |
| 1       | Viktor Fischer (AUT)    | Frederik Hansen (DEN)    | 1        |
| 0       | Otto Laitinen (FIN)     | Karel Halík (BOH)        | 2        |
| 1       | Gottfrid Svensson (SWE) | Ödön Radvány (HON)       | 1        |
| 0       | Jan Balej (BOH)         | Richard Frydenlund (NOR) | 1        |
| 0       | Oskar Kaplur (RUS)      | Johan Salonen (FIN)      | 1        |
| 0       | Emil Väre (FIN)         | Alessandro Covre (ITA)   | 2        |
| 1       | Bruno Heckel (GER)      | Tuomas Pukkila (FIN)     | 2        |
| 0       | David Kolehmainen (FIN) | Hugo Björklund (SWE)     | 2        |
| 0       | Aatami Tanttu (FIN)     | Carl Lund (SWE)          | 1        |

### Quarta ronda
22 lluitadors iniciaren la quarta ronda, 9 sense cap derrota i 13 amb una derrota.
6 lluitadors foren eliminats. 7 van sobreviure a l'eliminació (4 eliminant a un rival i 3 per infringir la primera derrota a un rival). 5 van perdre el seu primer combat, mentre 4 van continuar imbatuts.
| Perduts | Vencedor               | Perdedor                 | Derrotes |
| ------- | ---------------------- | ------------------------ | -------- |
| 0       | Volmar Wikström (FIN)  | Johan Nilsson (SWE)      | 1        |
| 1       | Herbrand Lofthus (NOR) | Ludwig Saeurhöfer (GER)  | 2        |
| 1       | Edvin Mattiasson (SWE) | Dezső Orosz (HON)        | 2        |
| 1       | Frederik Hansen (DEN)  | Johan Urvikko (FIN)      | 2        |
| 0       | Gustaf Malmström (SWE) | Viktor Fischer (AUT)     | 2        |
| 1       | Ödön Radvány (HON)     | Otto Laitinen (FIN)      | 1        |
| 0       | Jan Balej (BOH)        | Gottfrid Svensson (SWE)  | 2        |
| 1       | Johan Salonen (FIN)    | Richard Frydenlund (NOR) | 2        |
| 0       | Emil Väre (FIN)        | Oskar Kaplur (RUS)       | 1        |
| 1       | Carl Lund (SWE)        | David Kolehmainen (FIN)  | 1        |
| 1       | Bruno Heckel (GER)     | Aatami Tanttu (FIN)      | 1        |

### Cinquena ronda
Otto Laitinen abandona després de la seva primera derrota en la quarta ronda. 15 lluitadors iniciaren la cinquena ronda, 4 sense cap derrota i 11 amb una.
5 lluitadors foren eliminats i 5 més van sobreviure a l'eliminació. 2 van perdre el seu primer combat, mentre 2 van continuar imbatuts.
| Perduts | Vencedor                | Perdedor               | Derrotes |
| ------- | ----------------------- | ---------------------- | -------- |
| 1       | Johan Nilsson (SWE)     | Johan Salonen (FIN)    | 2        |
| 1       | Edvin Mattiasson (SWE)  | Herbrand Lofthus (NOR) | 2        |
| 0       | Gustaf Malmström (SWE)  | Volmar Wikström (FIN)  | 1        |
| 1       | Ödön Radvány (HON)      | Frederik Hansen (DEN)  | 2        |
| 0       | Emil Väre (FIN)         | Jan Balej (BOH)        | 1        |
| 1       | Oskar Kaplur (RUS)      | Aatami Tanttu (FIN)    | 2        |
| 1       | David Kolehmainen (FIN) | Bruno Heckel (GER)     | 2        |
| 1       | Carl Lund (SWE)         | Lliura                 | —        |

### Sisena ronda
10 lluitadors iniciaren la sisena ronda, 2 sense derrotes i 8 amb una.
Els dos lluitadors invictes, Väre i Malmström, es van enfrontar entre ells, sent Väre el que en sortí victoriós. Els altres 4 enfrontaments eren entre lluitadors amb una derrota i suposava l'eliminació segura d'un d'ells, però en el combat entre Kaplur i Kolehmainen, ambdós foren desqualificats, amb la qual cosa passaren 5 lluitadors a la setena ronda.
| Perduts | Vencedor               | Perdedor                | Derrotes |
| ------- | ---------------------- | ----------------------- | -------- |
| 1       | Carl Lund (SWE)        | Volmar Wikström (FIN)   | 2        |
| 1       | Ödön Radvány (HON)     | Johan Nilsson (SWE)     | 2        |
| 1       | Edvin Mattiasson (SWE) | Jan Balej (BOH)         | 2        |
| 0       | Emil Väre (FIN)        | Gustaf Malmström (SWE)  | 1        |
| 2       | Oskar Kaplur (RUS)     | David Kolehmainen (FIN) | 2        |

### Setena ronda
5 lluitadors iniciaren la setena ronda, 1 sense cap derrota i 4 amb una. L'enfrontament entre Lund i Radvány es va tancar amb una doble desqualificació, amb la qual cosa sols quedaven tres lluitadors, als quals passaren automàticament a la final.
| Perduts | Vencedor               | Perdedor           | Derrotes |
| ------- | ---------------------- | ------------------ | -------- |
| 2       | Carl Lund (SWE)        | Ödön Radvány (HON) | 2        |
| 1       | Edvin Mattiasson (SWE) | Lliura             | —        |
| 0       | Emil Väre (FIN)        | Lliura             | —        |
| 1       | Gustaf Malmström (SWE) | Lliura             | —        |

### Ronda final
Amb sols tres lluitadors, tots els resultats previs s'ignoren en la ronda final.
| Combat |      | Vencedor               | Perdedor               |        |
| ------ | ---- | ---------------------- | ---------------------- | ------ |
| A      | al C | Emil Väre (FIN)        | Edvin Mattiasson (SWE) | al B   |
| B      | al C | Gustaf Malmström (SWE) | Edvin Mattiasson (SWE) | Bronze |
| C      | Or   | Emil Väre (FIN)        | Gustaf Malmström (SWE) | Plata  |